# 巴勒斯坦民事警察部队
巴勒斯坦民事警察部队（阿拉伯语：‎ ），通稱巴勒斯坦警察，是在巴勒斯坦自治政府管辖的领土上負責執法的警隊，受巴勒斯坦自治政府管轄。

## 历史

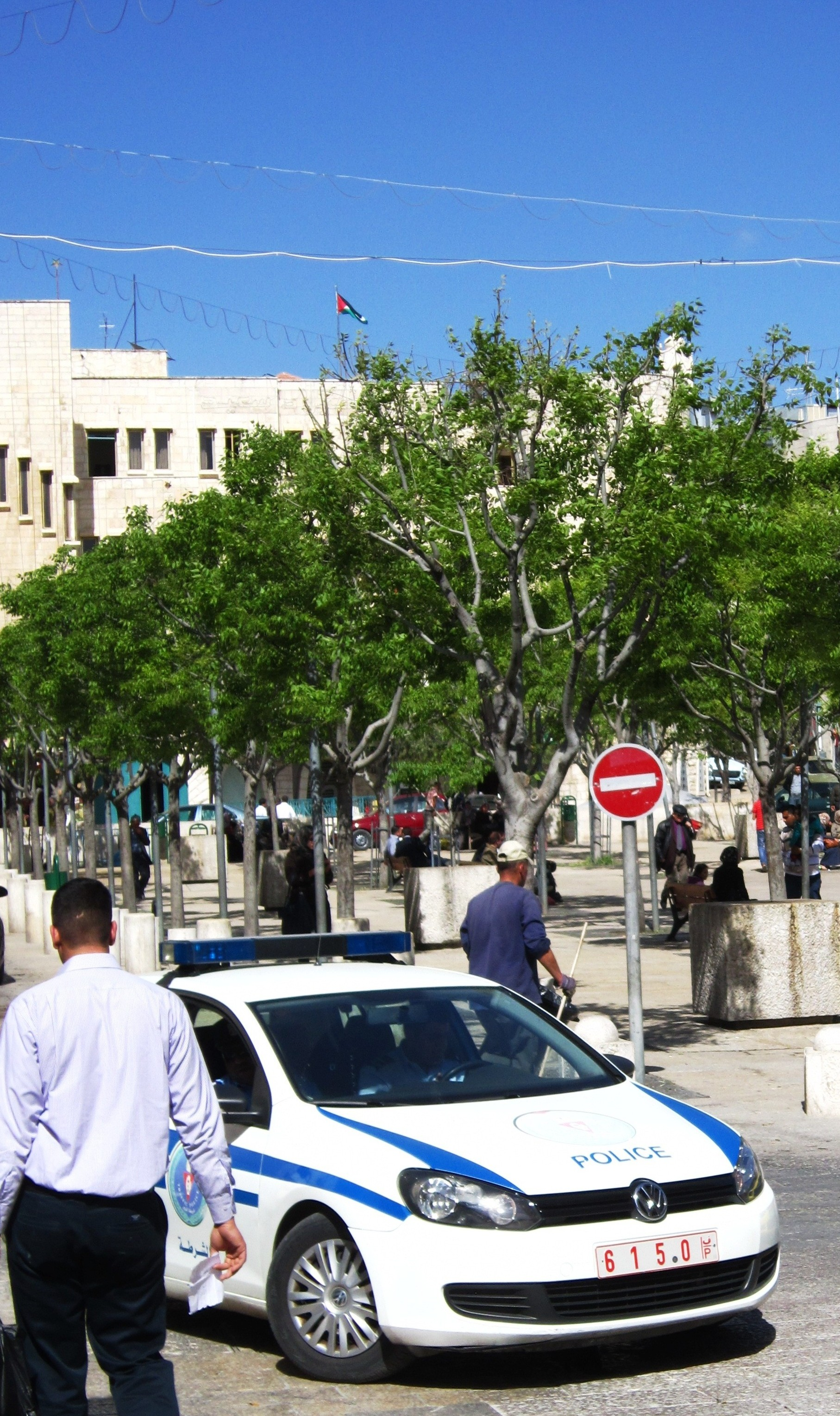
伯利恒的巴勒斯坦警車

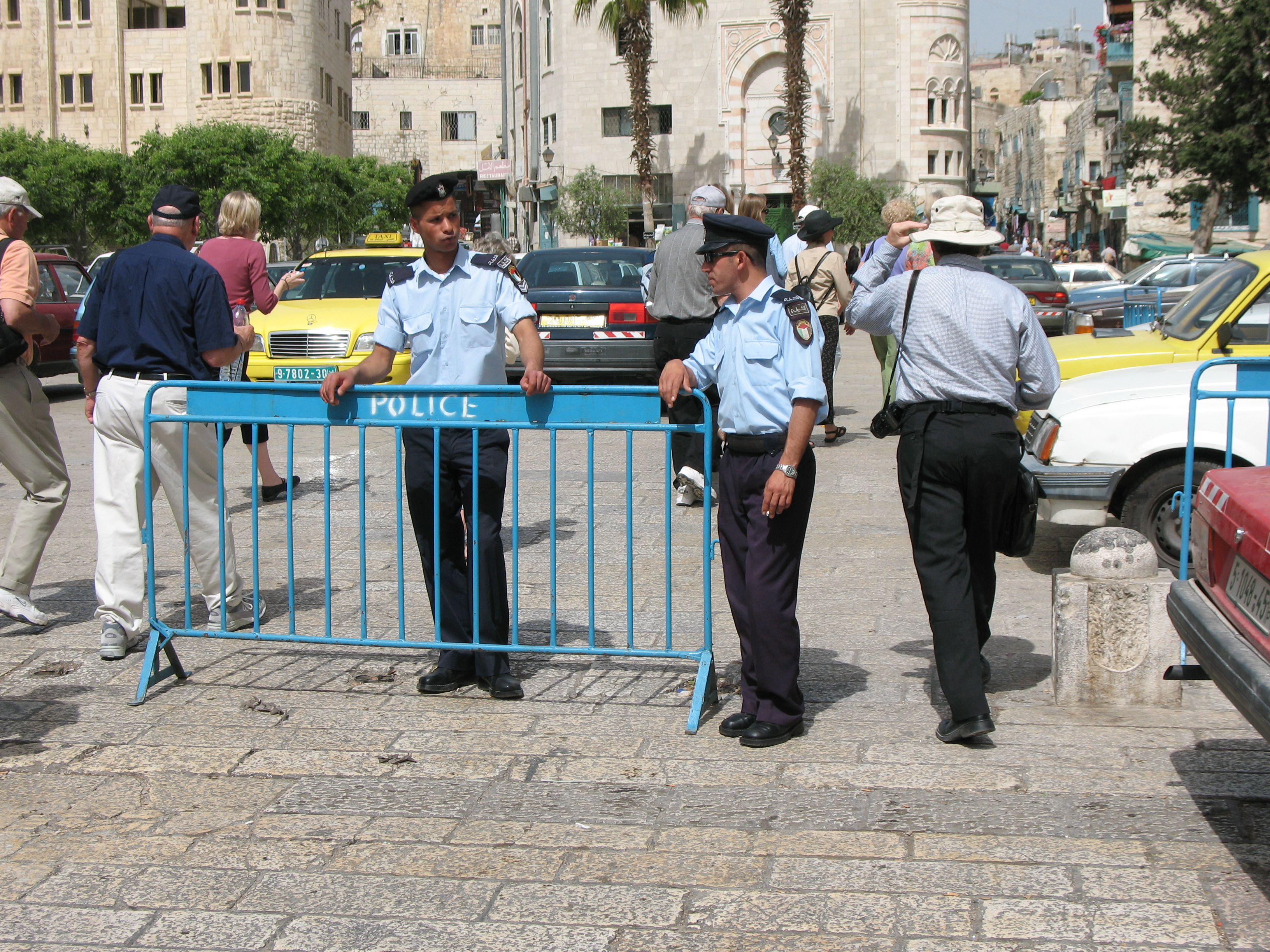
伯利恒的两名巴勒斯坦警員

根據1994年5月签署的《加沙-杰里科协定》 ，巴勒斯坦民事警察部队正式成立。  根據該協議，巴勒斯坦民事警察部队主要在加沙地带和约旦河西岸巴勒斯坦民族權力機構管辖的地区维持公共秩序。 
在阿克萨群众起义期间，為避免与以色列安全部队交战，巴勒斯坦警察不敢穿着制服巡逻。阿克萨群众起义平息後，巴勒斯坦警察開始復職。
巴勒斯坦警察在杰里科設立了警察培训学校。
自2007年以来，巴勒斯坦警察和以色列警察加强合作，例如巴勒斯坦司机如果違反交通法規，以色列警方可以開出交通罰單，而巴勒斯坦警察可以收到挨罰司機的罰款。 